# Касеинов, Дюсен Курабаевич
Дюсен Курабаевич Касеинов (род. 10 марта 1947, Бийск) — генеральный секретарь ТЮРКСОЙ с 2008 до 2022 года, министр культуры Республики Казахстан (2003—2004). Заслуженный деятель искусств Казахской ССР (1984).

## Биография
Родился в 1947 году. Происходит из подрода мойын-бекше рода куандык племени аргын.
Окончил Карагандинское музыкальное училище им. Таттимбета (1961), Алматинскую консерваторию им. Курмангазы (1970).
Ассистент в Московской государственной консерватории им. П. И. Чайковского (1970—1972), старший преподаватель Алма-Атинской государственной консерватории им. Курмангазы (1972—1978).
Артист Оркестра филармонии г. Мехико (Мексика) в 1978—1981 гг.
По возвращении в Казахстан исполнял обязанности заведующего кафедрой скрипки Алма-Атинской государственной консерватории им. Курмангазы.
В 1987—1997 гг. — ректор Алма-Атинской государственной консерватории имени Курмангазы.
В 1997 году занимал пост председателя Комитета культуры Министерства образования, культуры и здравоохранения Республики Казахстан.
Профессор, владеет испанским и английским языками.
Председатель попечительского совета республиканского некоммерческого проекта «Асыл Мура», направленного на решение вопросов сохранения и развития музыкального наследия Казахстана, президент гуманитарного фонда «Дегдар».
Год, с сентября 2003 по сентябрь 2004 возглавлял Министерство культуры Республики Казахстан.
В 2004—2005 годах занимал должность Посла по особым поручениям Министерства иностранных дел Республики Казахстан
В 2005—2008 годах — специальный представитель Республики Казахстан по вопросам культурно-гуманитарного сотрудничества в Содружестве Независимых Государств.
С мая 2008 года исполняет обязанности генерального секретаря ТЮРКСОЙ.

## Награды и звания
- Орден «Достык» І степени (2 декабря 2021 года)[2]
- Заслуженный деятель искусств Казахской ССР (1984)
- Орден «Курмет» (2000)
- Орден «Парасат» (2007)[3]
- Орден Дружбы (8 марта 2007 года, Россия) — за большой вклад в развитие и укрепление российско-казахстанских культурных связей[4]
- Орден «Дружба» (9 марта 2012 года, Азербайджан) — за заслуги в укреплении культурных связей между Азербайджанской Республикой и тюркоязычными государствами[5][6]
- Орден «Данакер» (29 августа 2018 года, Кыргызстан) — за большие заслуги в развитии и укреплении культурных связей и дружбы между Кыргызской Республикой и тюркоязычными странами[7]
- Медаль «Махтумкули Фраги» (15 мая 2014 года, Туркменистан) — за особые заслуги в изучении, распространении и популяризации творческого наследия великого мыслителя туркменского народа Махтумкули Фраги в эпоху могущества и счастья, а также учитывая большой личный вклад в развитие дружественных связей между Туркменистаном и другими государствами и международными организациями в сферах науки, образования и культуры, в гуманитарной области, сближение и обогащение культур, плодотворный труд и замечательные творческие достижения[8]
- Нагрудный знак «За заслуги перед польской культурой»[9]
- Почётный диплом Президента Азербайджанской Республики (9 марта 2022 года, Азербайджан) — за плодотворную деятельность в ТЮРКСОЙ и заслуги в развитии культурных связей между государствами-членами организации[10]
- Юбилейная медаль «20 лет Астане» (2018)
- Памятная медаль «Астана» (1998)
- Юбилейная медаль «10 лет независимости Республики Казахстан» (2001)
- Юбилейная медаль «Қазақстан Конституциясына 10 жыл» (2005)
- Юбилейная медаль «Қазақстан Республикасының Парламентіне 10 жыл» (2006)
- Юбилейная медаль «10 лет Астане» (2008)
- Почётная грамота Президента РК (1994)
- Грамота Содружества Независимых Государств (3 сентября 2011 года) — за активную работу по укреплению и развитию Содружества Независимых Государств[11]
- Лауреат премии «Тарлан»
- Памятная медаль за заслуги перед тюркскими народами (2017, Всемирный конгресс тюркских народов)[12]
- Памятная медаль Министерства иностранных дел Казахстана (2017)[13]
- Диплом «Посол Казахстана» (2017)[13]
- Нагрудной знак Международного казахско-турецкого университета (2017)[13]
- Благодарственное письмо ректора Днепрского национального технического университета (2022, Днепр, Украина)[14]
- Почётный гражданин г. Караганды (24 ноября 2021)